# Albertina Carlsson

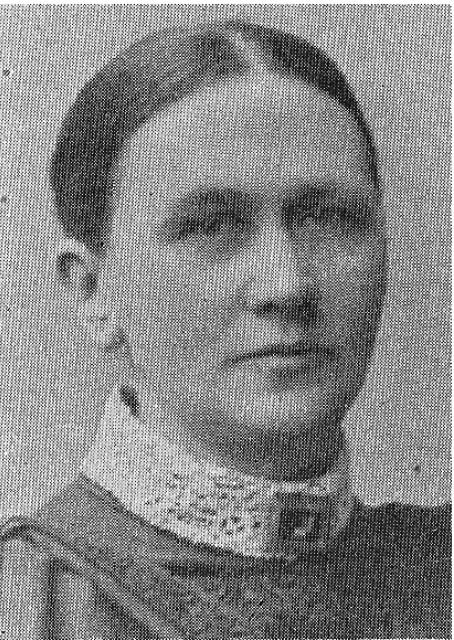
Albertina Carlsson

Albertina Maria Carlsson (* 12. Juni 1848 in Stockholm; † 25. Dezember 1930 in Stockholm) war eine schwedische Zoologin und Lehrerin.

## Leben

### Kindheit und Ausbildung
Sie wuchs mit ihrem älteren Bruder in Stockholm auf. Ihre Eltern waren der Schneidermeister Anders Petter Carlsson und Anna Maria Jönsson. Sie besuchte von 1855 bis 1857 die öffentliche Gemeindeschule und wurde wegen einer Erkrankung dann von ihrem älteren Bruder Anders Julius, der ein geisteswissenschaftliches Studium an der Universität Uppsala absolviert hatte, zu Hause unterrichtet. Von 1865 bis 1868 besuchte sie das Högre Lärarinneseminariet (Höheres Lehrerinnenseminar), das sie mit Examen abschloss. Anschließend arbeitete sie fast vier Jahrzehnte als Lehrerin, davon zwischen 1868 und 1870 als Privatlehrerin. Danach erhielt sie eine Stelle als Lehrerin an der Paulis elementarskola för flickor (Grundschule für Mädchen) in Södermalm, Stockholm. Von 1881 bis 1907 arbeitete sie als hauptamtliche Schulleiterin und Fachlehrerin für Religionskunde und Naturwissenschaften (Biologie) an der dortigen Södermalms högre läroanstalt för flickor (Höhere Lehranstalt für Mädchen). Im Sommer 1882 unternahm sie eine Studienreise nach Hannover und Berlin, um zu untersuchen, wie die Naturwissenschaften in den Mädchenschulen dieser Städte unterrichtet wurden.

### Wissenschaftliche Tätigkeit
Bereits 1880 hatte Albertina Carlsson begonnen, die Vorlesungen des Zoologen Wilhelm Leche zu besuchen und die Angebote der von ihm gegründeten wissenschaftlichen Abteilung für Zootomie zu nutzen, der ersten Abteilung, die an der neu eröffneten Stockholmer Hochschule (Stockholms högskola, heutige Universität Stockholm) akademische Abschlüsse vergab. Schnell galt sie als besonders geschickte Seziererin. Anders als an der staatlichen Universität, an der ein höherer Schulabschluss für die Belegung von Kursen vorgeschrieben war, galten für die Stockholmer Hochschule als Stiftung andere Regeln, so dass Carlsson ab März 1882 als „Studentin ohne höheren Schulabschluss“ weitere Kurse in verschiedenen Fächern absolvieren konnte. Bereits im Herbst 1883 legte Carlsson ihre erste wissenschaftliche Arbeit mit dem Titel Beiträge zur Kenntnis der Anatomie der Schwimmvögel vor, die 1884 von der Königlich Schwedischen Akademie der Wissenschaften veröffentlicht und im folgenden Jahr mit dem Flormanska priset för framstående arbete i anatomi och fysiologi (Florman-Preis für herausragende Arbeiten auf dem Gebiet der Anatomie und Physiologie) der Akademie ausgezeichnet wurde. Ohne einen akademischen Abschluss zu erwerben oder eine akademische Stellung zu bekleiden, war sie in den folgenden Jahrzehnten ein engagiertes Mitglied des zootomischen Instituts, forschte und veröffentlichte eine Vielzahl wissenschaftlicher Artikel und Aufsätze, die sich vor allem mit der Morphologie der Wirbeltiere befassten und sich auf verschiedene anatomische, embryologische und phylogenetische Fragen bezogen. Mehrere ihrer wissenschaftlichen Erkenntnisse wurden in der internationalen wissenschaftlichen Literatur anerkannt und fanden Eingang in zeitgenössische Lehrbücher.
In der schwedischen Zeitschrift der Frauenbewegung Dagny erschien 1908 ein umfassender Artikel, der ihr Leben und Wirken würdigte.
Wilhelm Leche hatte Albertina Carlsson bereits 1922 für die Verleihung der Ehrendoktorwürde der Stockholmer Hochschule vorgeschlagen, sein Nachfolger Nils Holmgren einige Jahre später. 1927 wurde ihr bei einer Feierstunde im Stockholmer Rathaus die Ehrendoktorwürde verliehen.

### Sonstiges
Albertina Carlsson starb 1930. Ihre umfangreiche wissenschaftliche Bibliothek, ihre Präparatesammlung und ihr persönliches Vermögen von etwa 35.000 schwedischen Kronen hinterließ sie der Abteilung für Zootomie der Universität Stockholm, um einen Fonds für den Ankauf zoologischer Exemplare einzurichten. Sie ist auf dem Norra begravningsplatsen (Nordfriedhof) in Solna begraben.